# Анжеліка Амон
Анжеліка Амон (нім. Angelika Amon; 10 січня 1967, Відень, Австрія — 29 жовтня 2020) — австрійсько-американська молекулярна біологиня і цитологиня, фахівчиня в галузі регуляції клітинного циклу, а також анеуплоїдії, з роботами, що мають значення для онкології. Професорка Массачусетського технологічного інституту і (з 2000) дослідниця Медичного інституту Говарда Г'юза.
Закінчила Віденський університет (бакалавр біології) і там же в 1993 році здобула докторський ступінь. Була постдоком в Вайтгедському інституті під орудою Рут Леманн, з 1996 року фелло цього інституту. З 1999 року асистентка-професорка біології Массачусетського технологічного інституту, нині його іменна професорка (Kathleen and Curtis Marble Professor of Cancer Research) онкології. Членкиня науково-консультативної ради Лабораторії в Колд-Спрінг-Гарборі. Членкиня редколегій Cell, Developmental Cell, Genes & Development, а раніше Current Biology.

## Нагороди та визнання
- 1998: Президентська премія починаючим вченим та інженерам[en][6]
- 2003: Eli Lilly and Company-Elanco Research Award[de]
- 2003: Премія Алана Вотермана[en] Національного наукового фонду[7]
- 2007: Премія Пола Маркса за дослідження раку[en] (спільно з Todd Golub[en] та Gregory Hannon[en])[8]
- 2007: ASBMB[en] Amgen Award
- 2008: Премія Національної академії наук з молекулярної біології[en][9][10][11]
- 2010: Член Національної АН США
- 2013: Премія Ернста Юнга[en] з медицини
- 2014: Медаль Американського генетичного товариства[en]
- 2015: Іноземний член EMBO
- 2015: Член Американського товариства клітинної біології
- 2015: Член Австрійської академії наук
- 2015: Sandra K. Masur Senior Leadership Award, Американське товариство клітинної біології[en][12]
- 2015: Women in Cell Biology Senior Award[en], Американське товариство клітинної біології
- 2016: AACR-Women in Cancer Research Charlotte Friend Memorial Lectureship
- 2017: Член Американської академії мистецтв і наук
- 2018: Премія Вандербілта з біомедицини[13]
- 2019: Премія за прорив у науках про життя[14]
- 2019: Премія Яна Вілчека[en] з біомедицини[4]